# Najeeb Halaby

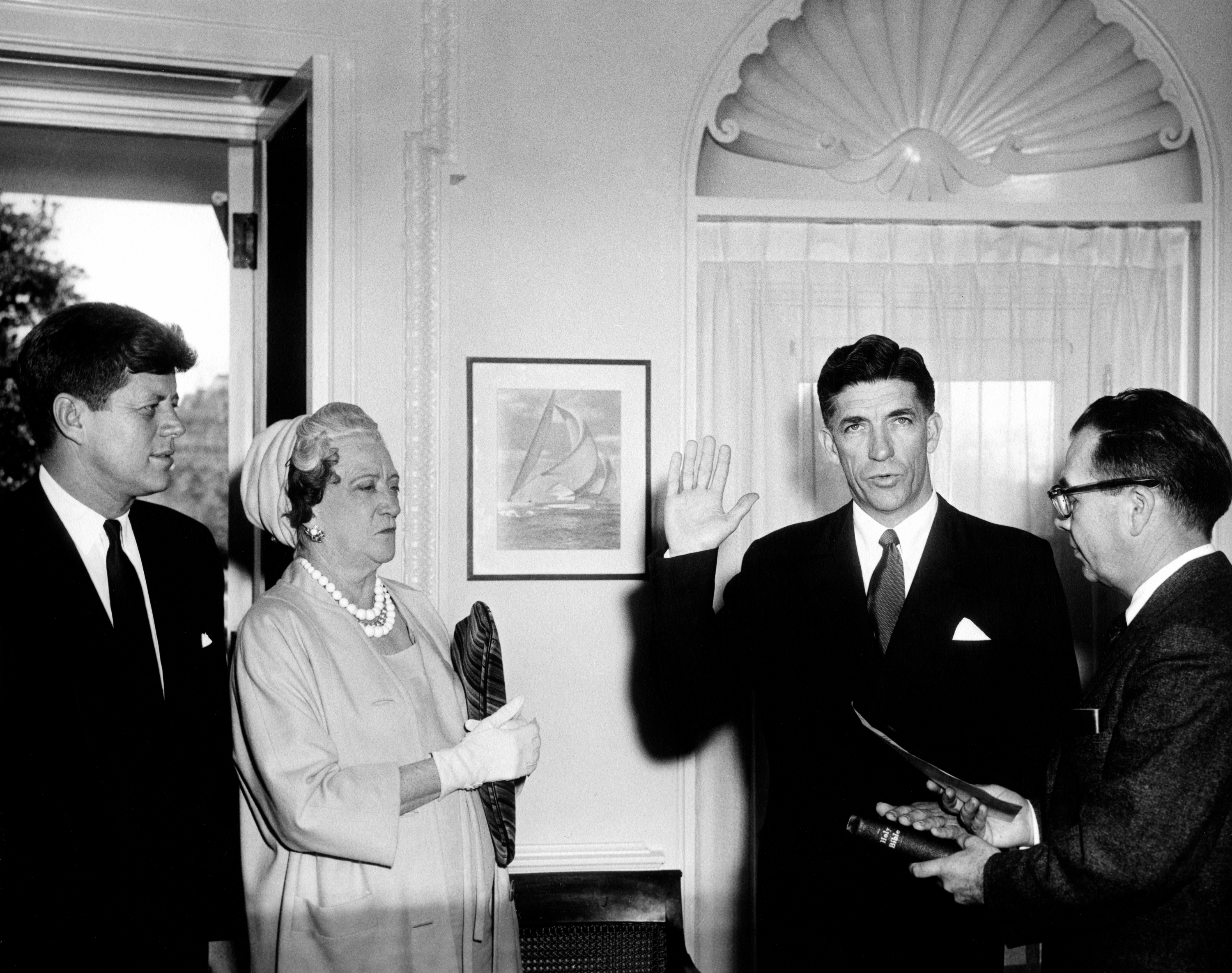
Najeeb Halaby in 1961

Najeeb Elias Halaby jr. (Dallas, 19 september 1915 – McLean, 2 juli 2003) was een Amerikaanse topfunctionaris van Syrische komaf. Hij was de vader van de koningin Noor van Jordanië. 
Van 1969 tot 1973 stond hij aan het hoofd van de Amerikaanse luchtvaartmaatschappij Pan Am. Onder president Dwight D. Eisenhower was hij plaatsvervangend onderminister van defensie en onder president John F. Kennedy stond hij aan het hoofd van de Amerikaanse luchtvaartdienst, de FAA.